# Greenhead
Greenhead är en ort och civil parish i Storbritannien.   Den ligger i grevskapet och kommunen Northumberland i riksdelen England, i den centrala delen av landet, 400 km norr om huvudstaden London. Greenhead ligger 180 meter över havet och antalet invånare är 385.
Terrängen runt Greenhead är kuperad söderut, men norrut är den platt. Runt Greenhead är det ganska glesbefolkat, med 26 invånare per kvadratkilometer. Närmaste större samhälle är Haltwhistle, 3,8 km öster om Greenhead. Trakten runt Greenhead består i huvudsak av gräsmarker.